# Louis Joseph Félix de Clapiers-Collongues
Louis Joseph Félix, chevalier de Clapiers-Collongues, né le 22 mars 1738 à Aix-en-Provence et mort dans la même ville le 19 août 1806, est un homme politique français.

## Biographie
Élu député de la noblesse aux États généraux de 1789 par la sénéchaussée d'Aix, Clapiers-Collongues siège au côté droit et défend l'Ancien régime. Dans la séance du 7 mai 1790, comme un des secrétaires venait de donner lecture d'une adresse des troupes de ligne en garnison à Hesdin, des gardes nationales et de la maréchaussée de cette ville, et d'annoncer que ces troupes s'étaient confédérées, avaient renouvelé le serment civique et « juré une haine inaltérable aux ennemis de la Constitution et de la liberté », Clapiers de Collongues combat avec vivacité la motion d'insérer cette adresse dans le procès-verbal.